# Tachytes panzeri
Tachytes panzeri ist eine Grabwespe aus der Familie der Crabronidae.

## Merkmale
Die Tiere erreichen eine Körperlänge von 12 bis 15 Millimetern (Weibchen) bzw. 10 bis 13 Millimetern (Männchen). Die ersten beiden Hinterleibssegmente sind rot gefärbt. Die Schienen (Tibien) sind schwarz. Die Art kann mit einigen Tachyspex-Arten sowie mit Tachytes obsoletus verwechselt werden. 

## Vorkommen
Die Art kommt in Marokko und Europa, östlich bis Kasachstan vor. Im Norden verläuft die Verbreitungsgrenze durch Deutschland. Sie besiedelt temperaturbegünstigte große Sandlebensräume. Die Tiere fliegen von Mitte Mai bis Mitte September. Die Art kommt in Mitteleuropa sehr selten vor. 

## Lebensweise
Die Weibchen von Tachytes panzeri legen ihre Nester im lockeren Sand an. Die Brut wird mit Larven von Feldheuschrecken, insbesondere der Gattung Oedipoda versorgt. 